# Andropogon monocladus
Andropogon monocladus är en gräsart som beskrevs av A.Zanin och Longhi-wagner. Andropogon monocladus ingår i släktet Andropogon och familjen gräs. Inga underarter finns listade i Catalogue of Life.